# San Silvestre de Pamplona
La San Silvestre de Pamplona es una competición atlética celebrada anualmente durante la tarde Nochevieja en Pamplona. Actualmente es la San Silvestre más numerosa de Navarra y una de las más importantes de España por número de participantes.
Junto con la San Silvestre de Artica, la San Silvestre de Tudela y la San Silvestre de Lerín, es una de las carreras en honor de san Silvestre más importantes en la Comunidad Foral de Navarra.

## Características

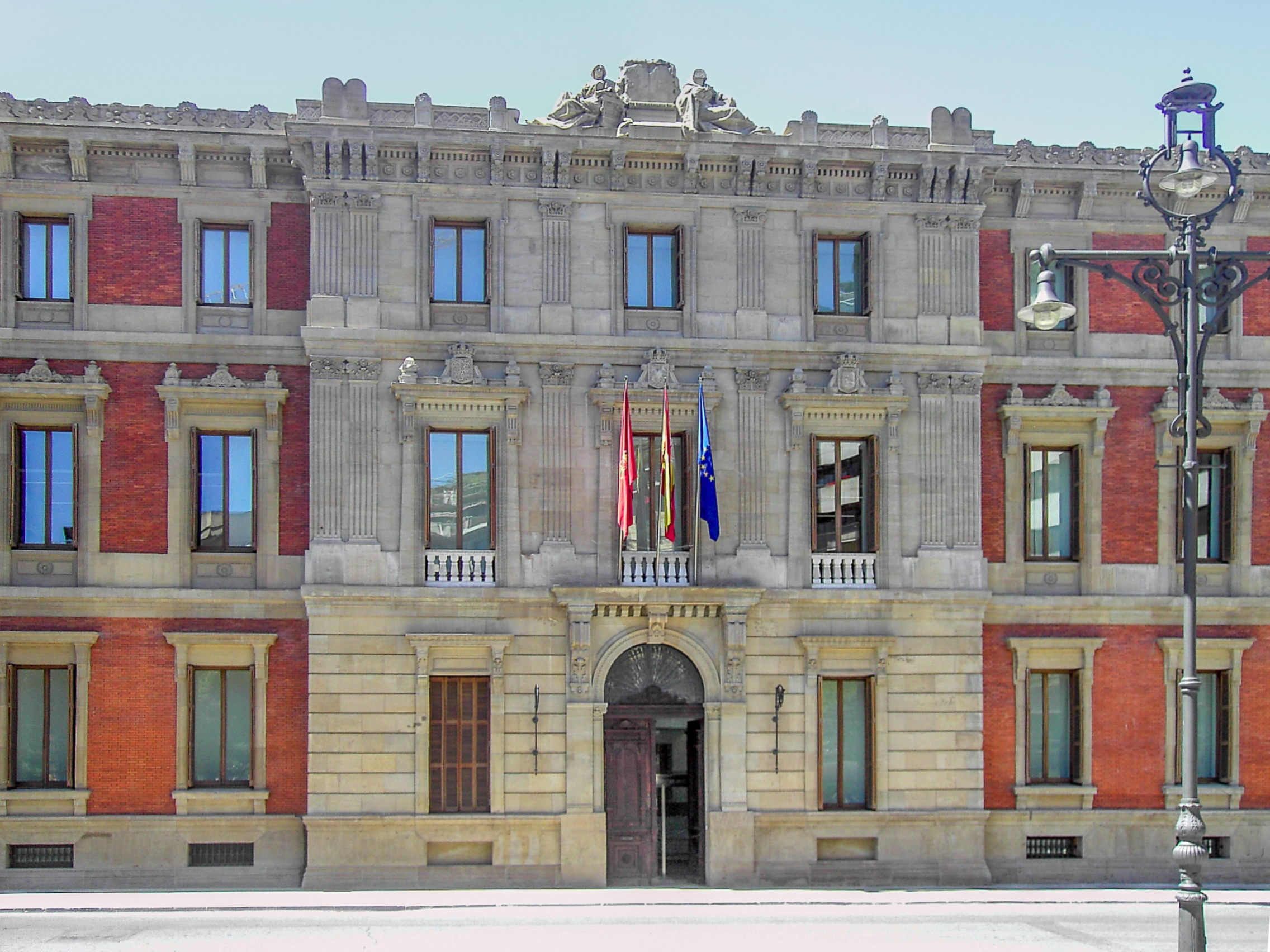
Imagen del Parlamento de Navarra, en donde acaba la carrera.

### Recorrido
El recorrido, actualmente de 5,5 kilómetros aunque ha llegado incluso a tener 7 kilómetros en alguna edición pasada, transcurre por las calles de la capital navarra, partiendo habitualmente del Paseo de Sarasate o de la calle Navas de Tolosa. La meta suele estar situada junto al Parlamento de Navarra en el Paseo de Sarasate.

### Participación
La carrera ha llegado a superar el medio millar de corredores en las últimas ediciones entre adultos y menores de edad.

### Coste de inscripción
El dorsal tiene un precio de 10 euros para adultos y de 4 para los menores.